# 6 Sigma

Biểu tượng thường gặp của 6 Sigma.

Sáu Sigma hay 6 Sigma là hệ thống bao gồm các công cụ và chiến lược nhằm nâng cao quá trình hoạt động do hãng Motorola phát triển đầu tiên vào năm 1985. 6 Sigma trở nên phổ biến sau khi Jack Welch áp dụng triệt để nó trong chiến lược kinh doanh của ông tại General Electric năm 1995, và ngày nay phương pháp này được sử dụng rộng rãi trong nhiều lĩnh vực công nghiệp khác nhau.
Mục đích của 6 Sigma là nâng cao chất lượng của quá trình cho ra thành phẩm bằng cách nhận diện và loại bỏ những nguyên nhân gây lỗi, khuyết tật và giảm thiểu tối đa độ bất định trong sản xuất và hoạt động kinh doanh. Đây là hệ thống các phương pháp quản lý chất lượng, bao gồm các phương pháp thống kê, và tạo ra một nền tảng kiến thức đặc biệt cho những người quản lý trong tổ chức ("Champions", "Black Belts", "Green Belts", "Orange Belts", etc.), những chuyên gia áp dụng các phương pháp phức hợp. Mỗi dự án của một tổ chức áp dụng Six Sigma theo một dãy các bước xác định và phải định lượng ra được giá trị của các mục tiêu, ví dụ; giảm thiểu thời gian sản xuất, độ thỏa mãn của khách hàng, giảm chất thải gây ô nhiễm môi trường, giảm chi phí sản xuất và/hoặc nâng mức lợi nhuận.
Thuật ngữ Six Sigma có nguồn gốc từ điều hành sản xuất, nó gắn liền với các thuật ngữ trong mô hình thống kê về quá trình chế tạo sản phẩm. Hiệu năng của một quy trình sản xuất có thể được đánh giá bằng mô hình sigma về tỉ lệ phần trăm số sản phẩm bị lỗi hay khuyết tật so với tổng sản phẩm mà quy trình tạo ra. Quy trình six sigma dự đoán về mặt thống kê 99,99966% thành phẩm đạt yêu cầu thiết kế (3,4 trên 1 triệu sản phẩm bị lỗi), mặc dù lượng thành phẩm khuyết tật này tương ứng với mức nhỏ hơn là 4,5 sigma. Hãng Motorola đặt ra mục tiêu "6 sigma" cho mọi hoạt động sản xuất của hãng, và mục tiêu này trở thành đích đến cho các nhà quản lý và kỹ sư thiết kế.
6 Sigma đo lường các khả năng gây lỗi chứ không phải các sản phẩm bị lỗi. Mục đích của 6 Sigma là cải thiện các quy trình ngăn những vấn đề khuyết tật và lỗi không xảy ra, thay vì chỉ tìm ra các giải pháp ngắn hạn hoặc tạm thời để giải quyết vấn đề. 6 Sigma sẽ chỉ dẫn điều tra và kiểm soát các tác nhân chính, nhằm ngăn ngừa lỗi xảy ra ở ngay công đoạn đầu tiên.
Năm 2011, Tổ chức tiêu chuẩn hóa quốc tế ISO đã xuất bản bộ tiêu chuẩn các phương pháp định lượng 6 Sigma nhằm nâng cao quy trình hoạt động.

## Các phương pháp
Quản lý chất lượng dự án theo Six Sigma dựa trên hai phương pháp của chu trình Kế hoạch-Thực hiện-Kiểm tra-Tác động do Deming đưa ra. Những phương pháp này, mỗi phương pháp kết hợp 5 giai đoạn khác nhau, viết tắt là DMAIC và DMADV.
- DMAIC sử dụng cho các dự án nhằm nâng cao chất lượng của những quá trình kinh doanh đã có.[8]
- DMADV sử dụng cho các dự án nhằm tạo ra sản phẩm mới hoặc quá trình thiết kế mới.[8]

### DMAIC
- Define (Xác định) vấn đề, ý kiến của khách hàng, và mục tiêu dự án một cách cụ thể.
- Measure (Đo lường) những khía cạnh quan trọng của quá trình hiện tại và thu thập những dữ liệu liên

- Analyze (Phân tích) dữ liệu nhằm khảo sát và phát hiện ra các mối quan hệ nguyên nhân và kết quả. Xác định các mối quan hệ đó là gì, và cố gắng đảm bảo mọi yếu tố đã được đánh giá đến. Khảo sát tìm ra nguyên nhân gây khuyết tật hay sai hỏng sản phẩm.
- Improve (Nâng cao hay tối ưu) quá trình hiện tại dựa trên dữ liệu phân tích sử dụng các kỹ thuật như thiết kế thí nghiệm, poka yoke hoặc loại bỏ những sai hỏng, và công tác tiêu chuẩn nhằm tạo ra quá trình trạng thái mới trong tương lai.
- Control (Kiểm soát) trạng thái quá trình tương lai để đảm bảo bất kỳ một sai lệch nào khỏi mục tiêu được điều chỉnh trước khi đem lại sản phẩm bị lỗi. Áp dụng hệ thống kiểm soát như kiểm soát quá trình thống kê, bảng phân loại sản phẩm, mô hình hóa nơi sản xuất, và tiếp tục giám sát quá trình.

Một số công ty thêm vào bước Recognize (nhận ra) tại lúc bắt đầu thực hiện phân tích, trong đó phát hiện ra đúng vấn đề để quản lý, hay chính là phương pháp quản lý RDMAIC.

### DMADV hoặc DFSS
Phương pháp DMADV, còn gọi là DFSS ("Design For Six Sigma"), có 5 giai đoạn chính:
- Define (xác định) mục tiêu thiết kế nhằm phù hợp với yêu cầu của khách hàng và chiến lược của công ty.
- Measure (đo lường) và nhận ra CTQs (viết tắt của Critical To Quality - giới hạn cho chất lượng), khả năng sản xuất, khả năng của dây chuyền sản phẩm và những rủi ro.
- Analyze (phân tích) nhằm phát triển và thiết kế những phương án khác.
- Design (thiết kế) và nâng cao các phương án khác nhau, nhằm phù hợp nhất trong mỗi bước phân tích trước đó.
- Verify (xác nhận) thiết kế, chạy thử, áp dụng cho dây chuyền sản xuất và bàn giao nó cho chủ sở hữu.

### Công cụ và phương pháp quản lý chất lượng sử dụng Six Sigma
| - 5 Whys - Analysis of variance - ANOVA Gauge R&R - Axiomatic design - Business Process Mapping - Biểu đồ nguyên nhân và kết quả (Phương pháp Ishikawa) - Check sheet - Kiểm định chi bình phương - Control chart - Hệ số tương quan - Phân tích chi phí - lợi ích - CTQ tree - Design of experiments - Failure mode and effects analysis (FMEA) - General linear model - Histograms | - Phân tích Pareto - Biểu đồ Pareto - Biểu đồ Pick - Process capability - Quality Function Deployment (QFD) - Quantitative marketing research through use of Enterprise Feedback Management (EFM) systems - Phân tích hồi quy - Rolled throughput yield - Phương pháp Kepner-Tregoe - Run charts - Scatter diagram - SIPOC analysis (Suppliers, Inputs, Process, Outputs, Customers) - COPIS analysis (Customer centric version/perspective of SIPOC) - Stratification - Taguchi methods - Taguchi Loss Function - TRIZ |

## Dẫn chứng
1. ↑  “The Inventors of Six Sigma”. Lưu trữ bản gốc ngày 6 tháng 11 năm 2005. Truy cập ngày 29 tháng 1 năm 2006.
2. ↑  Tennant, Geoff (2001). SIX SIGMA: SPC and TQM in Manufacturing and Services. Gower Publishing, Ltd. tr. 6. ISBN 0-566-08374-4.
3. ↑  “The Evolution of Six Sigma”. Bản gốc lưu trữ ngày 22 tháng 12 năm 2019. Truy cập ngày 19 tháng 3 năm 2012.
4. ↑  >" SAFARI BOOKS ONLINE Lưu trữ ngày 23 tháng 10 năm 2013 tại Wayback Machine
5. 1 2 3  Antony, Jiju. “Pros and cons of Six Sigma: an academic perspective”. Lưu trữ bản gốc ngày 23 tháng 7 năm 2008. Truy cập ngày 5 tháng 8 năm 2010.
6. 1 2 3  “Six Sigma: An overview”. sixsigmaonline.org. Truy cập ngày 14 tháng 10 năm 2010.
7. ↑  “Quantitative methods in process improvement -- Six Sigma”. ISO. Truy cập ngày 12 tháng 3 năm 2013.
8. 1 2 3 4  De Feo & Barnard 2005, tr. 245
9. ↑  Larry Webber; Michael Wallace (ngày 15 tháng 12 năm 2006). Quality Control for Dummies. For Dummies. tr. 42–43. ISBN 978-0-470-06909-7. Truy cập ngày 16 tháng 5 năm 2012.

## Sách tham khảo
- Adams, Cary W.; Gupta, Praveen; Charles E. Wilson (2003). Six Sigma Deployment. Burlington, MA: Butterworth-Heinemann. ISBN 0-7506-7523-3.
- Breyfogle, Forrest W. III (1999). Implementing Six Sigma: Smarter Solutions Using Statistical Methods. New York, NY: John Wiley & Sons. ISBN 0-471-26572-1.
- De Feo, Joseph A.; Barnard, William (2005). JURAN Institute's Six Sigma Breakthrough and Beyond - Quality Performance Breakthrough Methods. New York, NY: McGraw-Hill Professional. ISBN 0-07-142227-7.
- Hahn, G. J., Hill, W. J., Hoerl, R. W. and Zinkgraf, S. A. (1999) The Impact of Six Sigma Improvement-A Glimpse into the Future of Statistics, The American Statistician, Vol. 53, No. 3, pp. 208–215.
- Keller, Paul A. (2001). Six Sigma Deployment: A Guide for Implementing Six Sigma in Your Organization. Tucson, AZ: Quality Publishing. ISBN 0-930011-84-8.
- Pande, Peter S.; Neuman, Robert P.; Roland R. Cavanagh (2001). The Six Sigma Way: How GE, Motorola, and Other Top Companies are Honing Their Performance. New York, NY: McGraw-Hill Professional. ISBN 0-07-135806-4.
- Pyzdek, Thomas and Paul A. Keller (2009). The Six Sigma Handbook, Third Edition. New York, NY: McGraw-Hill. ISBN 0-07-162338-8.
- Snee, Ronald D.; Hoerl, Roger W. (2002). Leading Six Sigma: A Step-by-Step Guide Based on Experience with GE and Other Six Sigma Companies. Upper Saddle River, NJ: FT Press. ISBN 0-13-008457-3.
- Taylor, Gerald (2008). Lean Six Sigma Service Excellence: A Guide to Green Belt Certification and Bottom Line Improvement. New York, NY: J. Ross Publishing. ISBN 978-1-60427-006-8.
- Tennant, Geoff (2001). SIX SIGMA: SPC and TQM in Manufacturing and Services. Aldershot, UK: Gower Publishing, Ltd. ISBN 0-566-08374-4.